# Cesar du Plessis-Praslin
Cesar du Plessis-Praslin, duc de Choiseul, comte du Plessis-Praslin (1602 - París, 23 de desembre de 1675), fou un militar i diplomàtic francès.

## Biografia
Provinent d'una antiga família de Choiseul que va sorgir a la vall alta de Marne al segle x, dividida en diverses banques, de les que tres van iniciar-se en Cesar: Els Hostel, Praslin i els du Plessis. Va començar la seva carrera com a militar als catorze anys com a coronel d'un regiment d'infanteria, lluitant en tots els conflictes en què va involucrar-se el Regne de França a l'època de Lluís XIII, va perticipar en el Setge de La Rochelle contra els hugonots, en la que va sobreviure a la defensa de l'illa de Ré dels atacs anglesos de George Villiers, el duc de Buckingham, i va acompanyar les tropes angleses a Itàlia el 1629, on el 1630 va esdevenir l'ambaixador a la cort del duc Victor Amadeu I de  Savoia, fins al 1635 que va esclatar la guerra entre el Regne de França i les Espanyes en el marc de la Guerra dels Trenta Anys.
Durant la Guerra dels Trenta anys, Plessis-Praslin es va distingir en diverses batalles i setges a Italia, incloent la Ruta de Quiers i les Operacions quadrilaterals als voltants de Torí, d'on fou nomenat governador el 1640, i el 1642 ascendí a tinent general, i després del servei a Itàlia, mariscal el 1645, d'on fou el segon del comandament d'Henri Harcourt de Lorena a Catalunya, on va conquerir Roses.
Durant la primera Guerra de la Fronda, que es va iniciar el 1649, va col·laborar amb Lluís II de Borbó-Condé en el breu setge de París, i en la segona guerra es va mantenir lleial a la reina Anna, vencent Henri de la Tour d'Auvergne i els seus aliats espanyols a la batalla de Rethel.
Fou nomenat ministre de l'estat el 1652 a la cort de Lluís XIV, i el novembre de 1665 nomenat duc de Choiseul. Involucrat en les negociacions entre Lluís XIV i Carles II d'Anglaterra que van acabar en el Tractat de Dover de 1670, va morir a París el 23 de desembre de 1675.